# Hasdrubal le Boétharque
Pour les articles homonymes, voir Hasdrubal.
Hasdrubal le Boétharque est un général carthaginois qui soutint le siège de sa ville contre Scipion Émilien lors de la troisième guerre punique (149-146 av. J.-C.).
Le boétharque était un grade militaire (commandant de troupes auxiliaires) auquel il accède en 152 av. J.-C. En 148 av. J.-C., il prend le commandement de la défense de la ville.
Les sources signalent que, durant le siège de 146, il se retranche dans le temple d'Eshmoun situé sur la colline de Byrsa après la prise du quartier des ports et de la ville basse par l'armée romaine. Il s'y défend longtemps mais déserte les rangs puniques, alors que le sort de la bataille ne fait alors plus de doute et se rend à Scipion. 

Sa femme, indignée par sa trahison, aurait égorgé ses enfants sous ses yeux puis se serait précipitée dans les flammes. Elle aurait alors lancé, avant ce geste ultime : 
« Je ne te souhaite, ô Romain, que toutes prospérités car tu ne fais qu'user des droits de la guerre. Mais je prie les Dieux de Carthage et toi-même de punir, comme il se doit, Hasdrubal, qui a trahi sa patrie, ses dieux, sa femme et ses enfants. »
La marque de désespoir ou de lâcheté tranche avec l'attitude qui fut la sienne pendant cette guerre et l'anecdote a été considérée comme un élément supplémentaire de la propagande romaine visant à justifier après coup — sinon moraliser en quelque sorte — le conflit. Rappelant la punica fides, la mauvaise foi punique maintes fois décriée par Rome, Hasdrubal est montré maudit par sa propre épouse, malédiction précédant de peu celle de sa cité.
Ce dernier événement n'a pas manqué d'être mis en parallèle avec le sacrifice de Didon dès l'Antiquité. 
Quant à Hasdrubal, on lui prête une fin de vie libre en Italie.